# Mawsonites
Mawsonites é um gênero do período Ediacarano. 

## Descrição
Os fósseis consistem em uma forma de diamante arredondada, composta de lóbulos que irradiam de um círculo central de aproximadamente 12 cm de diâmetro. Existem cerca de 19 radiações do círculo central.
A espécie típica é M. spriggi, em homenagem a Douglas Mawson e Reg Sprigg. Foi nomeado por Martin Glaessner e Mary Wade em 1966. Suas afinidades biológicas foram questionadas em meio a sugestões de que poderia representar um vulcão de lama ou outra estrutura sedimentar, mas pesquisas posteriores mostraram que essas estruturas não podiam explicar de maneira satisfatória sua complexidade.
Foi teorizado que o fóssil representa a retenção de algas, água-viva (embora isso seja considerado improvável), um organismo filtrador, uma toca, uma colônia microbiana ou rastros de invertebrados. Várias dessas possibilidades indicariam que Mawsonites representa um vestígio de fóssil, não um organismo.